# Joaquín Xaudaró
Joaquín Xaudaró (1872-1933) est un dessinateur espagnol, caricaturiste,  illustrateur, et auteur de dessin animé, réputé en son temps.

## Biographie
Joaquín Xaudaró est né à Vigan dans les Philippines espagnoles, enfant d'une famille d'origine aragonaise. Ils s'installent en 1883 à Barcelone. Leur fils reçoit une éducation cosmopolite à Paris et à Londres. Au milieu des années 1890, il commence à livrer des dessins humoristiques à des périodiques espagnoles tels que Madrid Cómico, La Saeta, Gedeón, et Barcelona Cómica, utilisant parfois le pseudonyme « O'Raduax » (son nom écrit à l'envers). 
Entre 1907 et 1914, il vit principalement à Paris et collabore au magazine français Le Rire, à Ceux qui font rire, Tout-Paris et Fantasio. En 1911, les éditions Garnier frères publient un album entièrement écrit et dessiné par ses soins, Les péripéties de l'aviation, qui marque l'histoire de l'illustration. Il expose aussi au Salon des humoristes. Les éditeurs Paul Ollendorff et Albert Méricant lui passent commande de nombreux dessins pour illustrer leurs auteurs comme Alphonse Allais (En ribouldinguant, 1905) ou George Auriol (Les pieds dans les poches, 1910).
De retour en Espagne, il travaille pour Blanco y Negro et ABC, mettant en scène une mascotte récurrente sous la forme d'un petit chien que les lecteurs appellent « el perrito de Xaudaró », et se rapproche de la Génération de 27.
En 1917, Jaume Morera i Galícia fonde le musée d'art Jaume Morera à Lérida et confie la direction à Joaquín Xaudaró durant trois ans.
À la fin des années 1920, il se lance dans la production de dessins animés. Il fonde en 1932, avec Antonio Got et K-Hito (en) (Ricardo García López), la Sociedad Española de Dibujos Animados (SEDA) qui produit El rata primero, La vampiresa morros de fresa et Un drama en la costa.

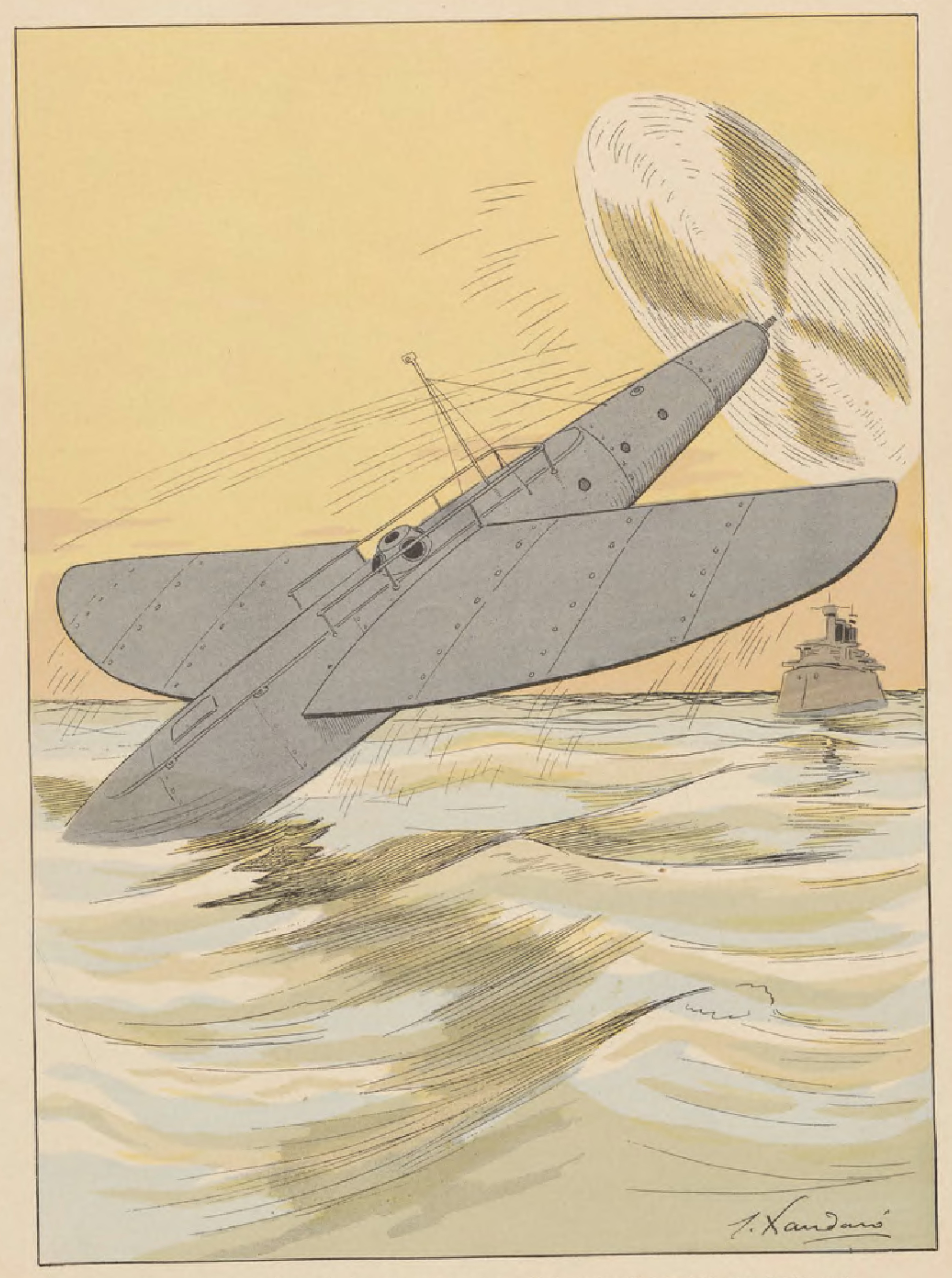
Image extraite des Péripéties de l'aviation (1911) montrant une vision futuriste de l'aéronautique.

Il meurt le 1er avril 1932 à Madrid.